# Parnell (Iowa)
Parnell è un comune degli Stati Uniti d'America, situato nello Stato dell'Iowa, nella contea di Iowa.